# Theresa Saldana

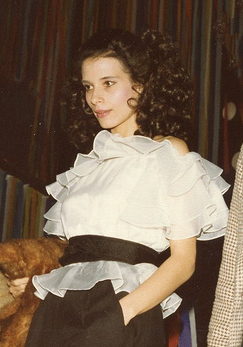
Theresa Saldana (1981)

Theresa Saldana (* 20. August 1954 in New York City, New York; † 6. Juni 2016 in Los Angeles, Kalifornien) war eine US-amerikanische Schauspielerin.

## Leben und Leistungen
Saldana lernte als Teenager Schauspiel von Sanford Meisner. Sie debütierte an der Seite von Nancy Allen in der Musikkomödie I Wanna Hold Your Hand von Robert Zemeckis aus dem Jahr 1978. Im Actionfilm Die Schläger von Brooklyn (1980) spielte sie die Rolle der Friseurin Marsha, die eine Beziehung mit dem gegen eine Straßengang kämpfenden Matrosen Tommy (Jan-Michael Vincent) verbindet. In der Komödie Home Movies – Wie du mir, so ich dir (1980) von Brian De Palma war sie neben Nancy Allen und Kirk Douglas zu sehen.  Im Filmdrama Wie ein wilder Stier (1980) von Martin Scorsese trat sie in einer Nebenrolle als Ehefrau von Joe Pesci auf, im Actionthriller Der Liquidator (1984) spielte sie an der Seite von Charles Bronson.
Von 1991 bis 1996 trat Saldana in einer der Hauptrollen in der Fernsehserie Der Polizeichef auf. Für diese Rolle wurde sie im Jahr 1994 für den Golden Globe Award nominiert, im Jahr 1996 gewann sie den NCLR Bravo Award. Im Jahr 1997 war sie in der Fernsehserie All My Children zu sehen, wofür sie 1998 für den ALMA Award nominiert wurde. Zuletzt stand Saldana im Jahr 2004 für den Film Gang Warz vor der Kamera. Ihr filmisches Schaffen umfasst mehr als 50 Film- und Fernsehproduktionen.

### Privates und Attentat
Saldana wurde Anfang der 1980er Jahre von einem Stalker verfolgt; dem damals 46 Jahre alten gebürtigen Briten Arthur Richard Jackson. Dieser konnte herausfinden, wo die Schauspielerin lebte. Am 15. März 1982 kam es vor Saldanas Haus in Los Angeles zur Begegnung. Nachdem Jackson Saldana gefragt hatte, ob sie Theresa Saldana sei, bejahte die Schauspielerin dies. Unmittelbar darauf zückte Jackson ein 14 Zentimeter langes Jagdmesser und stach auf die Frau ein. 10 Einstichwunden zählten später die Ärzte. Obwohl es viele Augenzeugen gab, konnte erst der Zeitungsausträger Jeff Fenn Jackson das Messer aus der Hand schlagen. Saldana wurde ins Cedars-Sinai Medical Center gebracht. Zu diesem Zeitpunkt hatte sie einen Großteil ihres Blutes verloren; auch hatte ihr Herz aufgehört zu schlagen. Eine vierstündige Notoperation rettete Saldana das Leben. Die Zeit der Rehabilitation nahm vier Monate in Anspruch, die Saldana im Krankenhaus verbrachte. 1984 wurde der Fernsehfilm Victims for Victims: The Theresa Saldana Story mit Saldana in der Hauptrolle auf NBC ausgestrahlt.
Arthur Jackson verbrachte 14 Jahre im Gefängnis. 1996 wurde er an Großbritannien ausgeliefert. Hier hätte er sich wegen Raubmords vor Gericht verantworten sollen; eine Tat, die er 1966 begangen haben soll. Doch wurde der anstehende Prozess 1997 wegen Jacksons Schuldunfähigkeit eingestellt. Jackson wurde daraufhin in ein psychiatrisches Krankenhaus eingewiesen, wo er 2004 im Alter von 68 Jahren einem Herzinfarkt erlag.
Saldana gründete nach ihrer Genesung die Hilfsorganisation Victims for Victims. Unter anderem bewirkte dieser bekannte Fall des Stalkings in den 1990er Jahren Gesetzesänderungen in den Vereinigten Staaten.
Saldana verstarb am 6. Juni 2016 an den Folgen einer Lungenentzündung.

## Filmografie (Auswahl)
- 1978: I Wanna Hold Your Hand
- 1978: Nunzio, der Supermann (Nunzio)
- 1979: Home Movies – Wie du mir, so ich dir (Home Movies)
- 1980: Die Schläger von Brooklyn (Defiance)
- 1980: Sophia Loren – Mein Leben (Sophia Loren: Her Own Story, Fernsehfilm)
- 1980: Wie ein wilder Stier (Raging Bull)
- 1983: T. J. Hooker (Fernsehserie, Folge Too Late for Love)
- 1984: Der Liquidator (The Evil That Men Do)
- 1984: Victims for Victims: The Theresa Saldana Story (Fernsehfilm)
- 1985: Cagney & Lacey (Fernsehserie, Folge Old Ghosts)
- 1986: Simon & Simon (Fernsehserie, Folge Full Moon Blues)
- 1986: Matlock (Fernsehserie, Folge The Affair)
- 1987: Hunter (Fernsehserie, Folge Any Second Now)
- 1987: California Clan (Santa Barbara, Fernsehserie, 2 Folgen)
- 1987: Der Werwolf kehrt zurück (Werewolf, Fernsehserie, 2 Folgen)
- 1988: Falcon Crest (Fernsehserie, Folge Falce Faces)
- 1988: Eine verrückte Reise durch die Nacht (The Night Before)
- 1990: MacGyver (Fernsehserie, Folge The Treasure of Manco)
- 1990: Angel Town
- 1991–1996: Der Polizeichef (The Commish, Fernsehserie, 92 Folgen)
- 1993: Ins Gesicht geschlagen – Tränen einer Ehefrau (Shameful Secrets, Fernsehfilm)
- 1996: Schwanger! Es geschah unter Narkose (She Woke Up Pregnant, Fernsehfilm)
- 1997: All My Children (Fernsehserie, unbekannte Folgenzahl)
- 1997: Diagnose: Mord (Diagnosis: Murder, Fernsehserie, Folge In Defense of Murder)
- 1997: Ein ganz normaler Heiliger (Nothing Sacred, Fernsehserie, 2 Folgen)
- 1998: Martial Law – Der Karate-Cop (Martial Law, Fernsehserie, Folge Bad Seed)
- 1999: Zeitreise in die Katastrophe (Thrill Seekers, Fernsehfilm)
- 1999: Paradise
- 2000: Corrie und das Rennpferd (Ready to Run, Fernsehfilm)
- 2004: Gang Warz